# Emden Hauptbahnhof
Emden Hauptbahnhof – stacja kolejowa w Emden, w kraju związkowym Dolna Saksonia, w Niemczech. Znajdują się tu 3 perony.